# Margonia himalayensis
Margonia himalayensis (Gravely, 1924) è un ragno appartenente alla famiglia Lycosidae.
È l'unica specie nota del genere Margonia.

## Distribuzione
L'unica specie oggi nota di questo genere è stata rinvenuta in India.

## Tassonomia
Le caratteristiche di questo genere sono state descritte dall'analisi degli esemplari tipo Venonia himalayensis (Gravely, 1924) effettuata dagli aracnologi Hippa & Lehtinen in un loro lavoro del 1983.
Dal 1983 non sono stati esaminati altri esemplari, né sono state descritte sottospecie al 2017.